# Condado de Pemiscot
O Condado de Pemiscot é um dos 114 condados do estado americano de Missouri. A sede do condado é Caruthersville, e sua maior cidade é Caruthersville. O condado possui uma área de 1 327 km² (dos quais 50 km² estão cobertos por água), uma população de 20 047 habitantes, e uma densidade populacional de 16 hab/km² (segundo o censo nacional de 2000). O condado foi fundado em 1851.